# Myrtil Frank
Myrtil Frank (* 27. Dezember 1893 in Breitenheim; † 24. Januar 1968 in New York City, New York) war ein Deutscher jüdischen Glaubens, der 1933 in die Niederlande floh und dort während der deutschen Besatzung (1940–1945) im Zweiten Weltkrieg als Kunsthändler und Zuträger der Dienststelle Mühlmann agierte. Er überlebte dadurch die nationalsozialistische Gewaltherrschaft.

## Überlebenskampf in den Niederlanden als Kunsthändler
Zwischen 1941 und 1945 war Myrtil Frank inoffizieller Agent der Dienststelle Mühlmann – der Organisation, die in den Niederlanden den Kunstraub für das NS-Reich organisierte. Durch einen Freund in der Dienststelle Mühlmann, Dr. Schmidt in der Ein- und Ausreisestelle, war Myrtil Frank vor Verfolgung geschützt. Als Schmidt nach Berlin versetzt wurde, zog Frank aus Angst vor einer Deportation mehrfach um.
Myrtil Frank nutzte die örtliche Nähe um Amsterdam und Den Haag sowie seine Beziehungen zu anderen jüdischen Emigranten aus, um sich als Vermittler und Kunsthändler anzudienen. Sein Netzwerk, auch bestehend aus anderen inoffiziellen Agenten der Dienststelle Mühlmann, diente seinem Schutz.
So war Myrtil Frank z. B. der Familie von Johanna Margarete Stern dienlich, Gemälde zu verkaufen bzw. auch zu kaufen. Der bekannteste Verkauf dabei war das Gemälde von Wassily Kandinsky "Blick auf Murnau mit Kirche".
Auch beim Einkauf eines Gemäldes von Henri Fantin-Latour war Myrtil Frank behilflich, das alleine dem Zweck diente, als Gegenleistung von der Dienststelle Mühlmann ein Ausreisevisum für die Familie Stern zu bekommen – allerdings nicht erfolgreich.
Nach dem Ende des Zweiten Weltkrieges war Myrtil Frank aufgrund seiner deutschen Herkunft mit „feindlichen“ Verfahren konfrontiert. Myrtil und seine Frau Flora Frank erhielten ihre „Feindseligkeitserklärung“ am 9. Juli 1947. Im Oktober 1948 emigrierten sie in die Vereinigten Staaten. Er setzte dort seine Tätigkeit als Kunsthändler fort.